# Großer Preis von Pescara 1957
Der Große Preis von Pescara 1957 (offiziell XXV Circuito di Pescara) fand am 18. August auf dem Circuito di Pescara in Pescara statt und war das siebte Rennen der Automobil-Weltmeisterschaft 1957.

## Bericht

### Hintergrund
Nachdem die Juni-Rennen, die Großen Preise von Belgien und der Niederlande, wegen finanzieller Schwierigkeiten abgesagt worden waren, nahm die FIA kurzfristig ausnahmsweise den „Großen Preis von Pescara“ in den Formel-1-Weltmeisterschaftskalender 1957 auf. Der Grand Prix fand zuvor zweimal als Formel-1-Rennen statt, wurde jedoch jeweils nicht für die Fahrerweltmeisterschaft gewertet.
Aus Sicherheitsgründen wurde letztmals ein Formel-1-Grand-Prix auf dieser Strecke ausgetragen, da die Streckenführung der Startgeraden unmittelbar neben einer hohen Klippe entlangführte und der allgemeine Sicherheitsstandard sehr gering war. Im Falle eines Unfalles auf der langen Gerade wäre der Fahrer die Klippen hinabgestürzt und direkt im Mittelmeer gelandet. Aus diesem Grund weigerte sich Enzo Ferrari, sein Ferrari-Team am Großen Preis von Pescara teilnehmen zu lassen, da er in diesem Jahr schon Eugenio Castellotti und Alfonso de Portago durch tödliche Unfälle verloren hatte. Weitere Gründe für die geplante Nicht-Teilnahme waren die bereits gewonnene Fahrerweltmeisterschaft von Juan Manuel Fangio, die eingeschränkten Trainingsmöglichkeiten auf den Landstraßen um Pescara und die Ermittlungen der italienischen Justiz aufgrund der im Mai 1957 beim Mille-Miglia-Straßenrennen durch einen Ferrari-Unfall getöteten elf Personen. Nur Luigi Musso, in der Fahrerwertung Zweitplatzierter und mit Ambitionen auf den Vizeweltmeisterschaftstitel, überzeugte Ferrari, ihm einen Wagen zur Verfügung zu stellen, womit Ferrari doch beim Großen Preis von Pescara 1957 gemeldet war, jedoch nur mit einem Wagen statt der üblichen vier.
Maserati änderte wie Vanwall seine Fahrerkonstellation des letzten Rennens nicht und fuhr mit vier Wagen für Fangio, Jean Behra, Giorgio Scarlatti und Harry Schell. Cooper war mit einem Wagen für Roy Salvadori für den Großen Preis von Pescara gemeldet und zog sich anschließend vorzeitig aus der Fahrerweltmeisterschaft 1957 zurück. Jack Brabham, der gewöhnlich für Cooper startete, wechselte zurück zum Rob Walker Racing Team und fuhr als dessen einziger Fahrer einen privaten Cooper T43.
Mehrere Teams mit privaten Fahrzeugen, überwiegend Maserati 250F nahmen am Grand Prix teil, die Scuderia Centro Sud setzte zwei Wagen mit Jo Bonnier und Masten Gregory ein, Luigi Piotti war nach mehreren Rennen Pause wieder am Start. Bruce Halford, Paco Godia und Horace Gould waren ebenfalls mit privaten Maserati gemeldet.
Nur drei Wochen später fand der Große Preis von Italien 1957 wie üblich in Monza statt, wodurch zum ersten Mal zwei zur Formel-1-Weltmeisterschaft zählende Rennen in einem Land ausgetragen wurden. Außerdem war der Große Preis von Pescara der Grand Prix mit der längsten Strecke, die für eine Runde zurückgelegt werden musste. Mit 25,579 Kilometern war keine andere Strecke der Formel-1-Geschichte so lang, in den nächsten Jahrzehnten setzten die Verantwortlichen der Formel 1 zunehmend auf kürzere Rennstrecken, damit Krankenwagen schnell jeden Unfallpunkt an der Strecke erreichen können und aus anderen Sicherheitsgründen.

### Training
Das Training dominierte erneut Fangio, der die vierte Pole-Position der Automobil-Weltmeisterschaft 1957 erzielte. Für Maserati war es die zehnte und letzte Pole-Position ihrer Teamgeschichte. Fangio war über zehn Sekunden schneller als der zweitplatzierte Vanwall-Fahrer Stirling Moss und über 15 Sekunden schneller als Musso, der privat für Ferrari an den Start ging. Startreihe zwei wurde von Fangios Teamkollegen Behra und Schell gefüllt, dahinter starteten Brooks, Gregory und Evans. Gregory fuhr somit die schnellste Zeit derjenigen Fahrer mit privaten Wagen, sein Teamkollege Bonnier ging von Platz neun ins Rennen. Die Wagen von Cooper waren beim Training nicht konkurrenzfähig und belegten mit mehr als einer Minute Rückstand auf die Pole-Zeit die letzten beiden Startplätze.

### Rennen
Am Renntag war es so heiß, dass der Rennstart auf 9.30 Uhr am Morgen vorgezogen werden musste, um Fahrer und Material zu schonen. Beim Start gelang es Fangio erneut nicht, die Pole-Position optimal zu nutzen, sowohl Musso als auch Moss überholten ihn, währenddessen im hinteren Feld ein Mechaniker die Startaufstellung zu langsam verließ und von Gould angefahren wurde.
In der zweiten Rennrunde überholte Moss Musso und übernahm die Führung, die er im späteren Rennverlauf nicht mehr abgab. Während Musso den Abstand zu Moss gering hielt, gab es infolge der starken Hitze im Feld viele Ausfälle. Bereits vor Beendigung der ersten Runde erlitt Piotti einen Motorschaden, eine Runde später fiel Tony Brooks mit Motorschaden aus. Bereits in Runde drei gab Salvadori das Rennen mit einem Aufhängungsschaden auf, Behras Maserati hatte ein Ölleck und Lewis-Evans geriet eine komplette Runde in Rückstand, da er innerhalb kurzer Zeit zwei Reifenschäden am Wagen hatte. Bis zur neunten Runde fielen danach noch Bonnier, Halford und Godia aus, bei allen drei Fahrern waren technische Defekte aufgrund der hohen Temperaturen die Ursache.
In Runde zehn folgte die Rennentscheidung, Mussos Motor qualmte und er legte einen Reparaturboxenstopp ein. Der Motor hinterließ dabei eine Ölspur auf der Fahrbahn, auf der Fangio ins Schleudern kam und in die Leitplanke einschlug. Das beschädigte Rad wurde anschließend von Maserati repariert und Fangio kam auf Position zwei liegend zurück auf die Strecke. Moss hatte sich einen uneinholbaren Vorsprung aufgebaut und nutzte diesen für einen Sicherheitsboxenstopp, bei dem er etwas zu trinken zu sich nahm und das Öl an seinem Wagen auffüllen ließ.
Musso stellte seinen Ferrari mit einem Ölleck in der letzten Rennrunde ab, wodurch er nicht mehr für das Rennen gewertet wurde, obwohl die Distanz, die er zurückgelegt hatte, für die Punkteränge gereicht hätte. Moss erzielte für Vanwall den zweiten Sieg und stieg in der Fahrerwertung mehrere Positionen auf Platz zwei. Zwei Maserati-Fahrer, Fangio und Schell, komplettierten das Siegerpodium, Gregory erzielte weitere Weltmeisterschaftspunkte für die Scuderia Centro Sud auf Platz vier, Lewis-Evans erreichte Platz fünf.
In der Fahrerwertung war die Weltmeisterschaft bereits entschieden, beim letzten Rennen der Formel-1-Saison 1957, dem Großen Preis von Italien 1957, waren jedoch noch mehrere Fahrer in der Lage Vizeweltmeister zu werden.

## Meldeliste
| Team                      | Nr. | Fahrer             | Chassis       | Motor            | Reifen |
| ------------------------- | --- | ------------------ | ------------- | ---------------- | ------ |
| Officine Alfieri Maserati | 02  | Juan Manuel Fangio | Maserati 250F | Maserati 2.5 L6  | P      |
| Officine Alfieri Maserati | 02  | Juan Manuel Fangio | Maserati 250F | Maserati 2.5 V12 | P      |
| Officine Alfieri Maserati | 04  | Jean Behra         | Maserati 250F | Maserati 2.5 L6  | P      |
| Officine Alfieri Maserati | 06  | Harry Schell       | Maserati 250F | Maserati 2.5 L6  | P      |
| Officine Alfieri Maserati | 08  | Giorgio Scarlatti  | Maserati 250F | Maserati 2.5 L6  | P      |
| Francisco Godia-Sales     | 10  | Paco Godia         | Maserati 250F | Maserati 2.5 L6  | P      |
| Luigi Piotti              | 12  | Luigi Piotti       | Maserati 250F | Maserati 2.5 L6  | P      |
| Scuderia Centro Sud       | 14  | Masten Gregory     | Maserati 250F | Maserati 2.5 L6  | P      |
| Scuderia Centro Sud       | 16  | Jo Bonnier         | Maserati 250F | Maserati 2.5 L6  | P      |
| HH Gould                  | 18  | Horace Gould       | Maserati 250F | Maserati 2.5 L6  | D      |
| Bruce Halford             | 20  | Bruce Halford      | Maserati 250F | Maserati 2.5 L6  | D      |
| Cooper Car Co.            | 22  | Roy Salvadori      | Cooper T43    | Climax 1.5 L4    | D      |
| Cooper Car Co.            | 24  | Jack Brabham       | Cooper T43    | Climax 1.5 L4    | D      |
| Vandervell Products Ltd   | 26  | Stirling Moss      | Vanwall VW57  | Vanwall 2.5 L4   | P      |
| Vandervell Products Ltd   | 28  | Tony Brooks        | Vanwall VW57  | Vanwall 2.5 L4   | P      |
| Vandervell Products Ltd   | 30  | Stuart Lewis-Evans | Vanwall VW57  | Vanwall 2.5 L4   | P      |
| Scuderia Ferrari          | 34  | Luigi Musso        | Ferrari 801   | Ferrari 2.5 V8   | E      |

## Klassifikationen

### Qualifying
| Pos. | Fahrer             | Konstrukteur  | Zeit    | Start |
| ---- | ------------------ | ------------- | ------- | ----- |
| 01   | Juan Manuel Fangio | Maserati      | 9:44,6  | 01    |
| 02   | Stirling Moss      | Vanwall       | 9:54,7  | 02    |
| 03   | Luigi Musso        | Ferrari       | 10:00,0 | 03    |
| 04   | Jean Behra         | Maserati      | 10:03,1 | 04    |
| 05   | Harry Schell       | Maserati      | 10:04,6 | 05    |
| 06   | Tony Brooks        | Vanwall       | 10:08,8 | 06    |
| 07   | Masten Gregory     | Maserati      | 10:26,1 | 07    |
| 08   | Stuart Lewis-Evans | Vanwall       | 10:29,6 | 08    |
| 09   | Jo Bonnier         | Maserati      | 10:28,7 | 09    |
| 10   | Giorgio Scarlatti  | Maserati      | 10:36,6 | 10    |
| 11   | Horace Gould       | Maserati      | 10:49,6 | 11    |
| 12   | Paco Godia         | Maserati      | 11:09,8 | 12    |
| 13   | Luigi Piotti       | Maserati      | 11:10,6 | 13    |
| 14   | Bruce Halford      | Maserati      | 11:16,3 | 14    |
| 15   | Roy Salvadori      | Cooper-Climax | 11:24,2 | 15    |
| 16   | Jack Brabham       | Cooper-Climax | 11:35,2 | 16    |

### Rennen
| Pos. | Fahrer             | Konstrukteur  | Runden | Stopps | Zeit       | Start | Schnellste Runde |
| ---- | ------------------ | ------------- | ------ | ------ | ---------- | ----- | ---------------- |
| 01   | Stirling Moss      | Vanwall       | 18     |        | 2:59:22,7  | 02    | 9:44,6 (09.)     |
| 02   | Juan Manuel Fangio | Maserati      | 18     |        | + 3:13,9   | 01    |                  |
| 03   | Harry Schell       | Maserati      | 18     |        | + 6:46,8   | 05    |                  |
| 04   | Masten Gregory     | Maserati      | 18     |        | + 8:16,5   | 07    |                  |
| 05   | Stuart Lewis-Evans | Vanwall       | 17     |        | + 1 Runde  | 08    |                  |
| 06   | Giorgio Scarlatti  | Maserati      | 17     |        | + 1 Runde  | 10    |                  |
| 07   | Jack Brabham       | Cooper-Climax | 15     |        | + 3 Runden | 16    |                  |
| –    | Luigi Musso        | Ferrari       | 9      |        | DNF        | 03    |                  |
| –    | Paco Godia         | Maserati      | 9      |        | DNF        | 12    |                  |
| –    | Bruce Halford      | Maserati      | 9      |        | DNF        | 14    |                  |
| –    | Jo Bonnier         | Maserati      | 7      |        | DNF        | 09    |                  |
| –    | Jean Behra         | Maserati      | 3      |        | DNF        | 04    |                  |
| –    | Roy Salvadori      | Cooper-Climax | 3      |        | DNF        | 15    |                  |
| –    | Tony Brooks        | Vanwall       | 1      |        | DNF        | 06    |                  |
| –    | Horace Gould       | Maserati      | 0      | –      | DNF        | 11    | –                |
| –    | Luigi Piotti       | Maserati      | 0      | –      | DNF        | 13    | –                |

## WM-Stand nach dem Rennen
Die ersten fünf des Rennens bekamen 8, 6, 4, 3, 2 Punkte. Der Fahrer mit der schnellsten Rennrunde erhielt zusätzlich 1 Punkt. Es zählten nur die fünf besten Ergebnisse aus acht Rennen.

### Fahrerwertung
| Pos. | Fahrer                | Konstrukteur        | Punkte |
| ---- | --------------------- | ------------------- | ------ |
| 01   | Juan Manuel Fangio    | Maserati            | 40     |
| 02   | Stirling Moss         | Maserati / Vanwall  | 17     |
| 03   | Luigi Musso           | Ferrari             | 16     |
| 04   | Mike Hawthorn         | Ferrari             | 13     |
| 05   | Tony Brooks           | Vanwall             | 10     |
| 06   | Harry Schell          | Maserati            | 9      |
| 07   | Sam Hanks             | Epperly-Offenhauser | 8      |
| 08   | Peter Collins         | Ferrari             | 8      |
| 09   | Jim Rathmann          | Epperly-Offenhauser | 7      |
| 10   | Masten Gregory        | Maserati            | 7      |
| 11   | Jean Behra            | Maserati            | 6      |
| 12   | Maurice Trintignant   | Ferrari             | 5      |
| 13   | Stuart Lewis-Evans    | Connaught / Vanwall | 5      |
| 14   | Carlos Menditéguy     | Maserati            | 4      |
| 15   | Jimmy Bryan           | Kuzma-Offenhauser   | 3      |
| 16   | Paul Russo            | Kurtis Kraft        | 3      |
| 17   | Roy Salvadori         | Vanwall / Cooper    | 2      |
| 18   | Andy Linden           | Kurtis Kraft        | 2      |
| 19   | Alfonso de Portago    | Ferrari             | 1      |
| 20   | José Froilán González | Ferrari             | 1      |

| Pos. | Fahrer                         | Konstrukteur         | Punkte |
| ---- | ------------------------------ | -------------------- | ------ |
| 21   | Jack Brabham                   | Cooper               | 0      |
| 22   | Giorgio Scarlatti              | Maserati             | 0      |
| 23   | Mike MacDowel                  | Cooper               | 0      |
| 24   | Bob Gerard                     | Cooper               | 0      |
| 25   | Cesare Perdisa                 | Ferrari              | 0      |
| 26   | Ivor Bueb                      | Connaught / Maserati | 0      |
| 27   | Wolfgang Graf Berghe von Trips | Ferrari              | 0      |
| 28   | Joakim Bonnier                 | Maserati             | 0      |
| 28   | Bruce Halford                  | Maserati             | 0      |
| 29   | Alejandro de Tomaso            | Ferrari              | 0      |
| 30   | Luigi Piotti                   | Maserati             | 0      |
| –    | Eugenio Castellotti            | Ferrari              | 0      |
| –    | Ron Flockhart                  | B.R.M.               | 0      |
| –    | Horace Gould                   | Maserati             | 0      |
| –    | Herbert MacKay-Fraser          | B.R.M.               | 0      |
| –    | Jack Fairman                   | B.R.M.               | 0      |
| –    | Les Leston                     | B.R.M.               | 0      |
| –    | Hans Herrmann                  | Maserati             | 0      |
| –    | Paco Godia                     | Maserati             | 0      |